# Cercanías Valencia

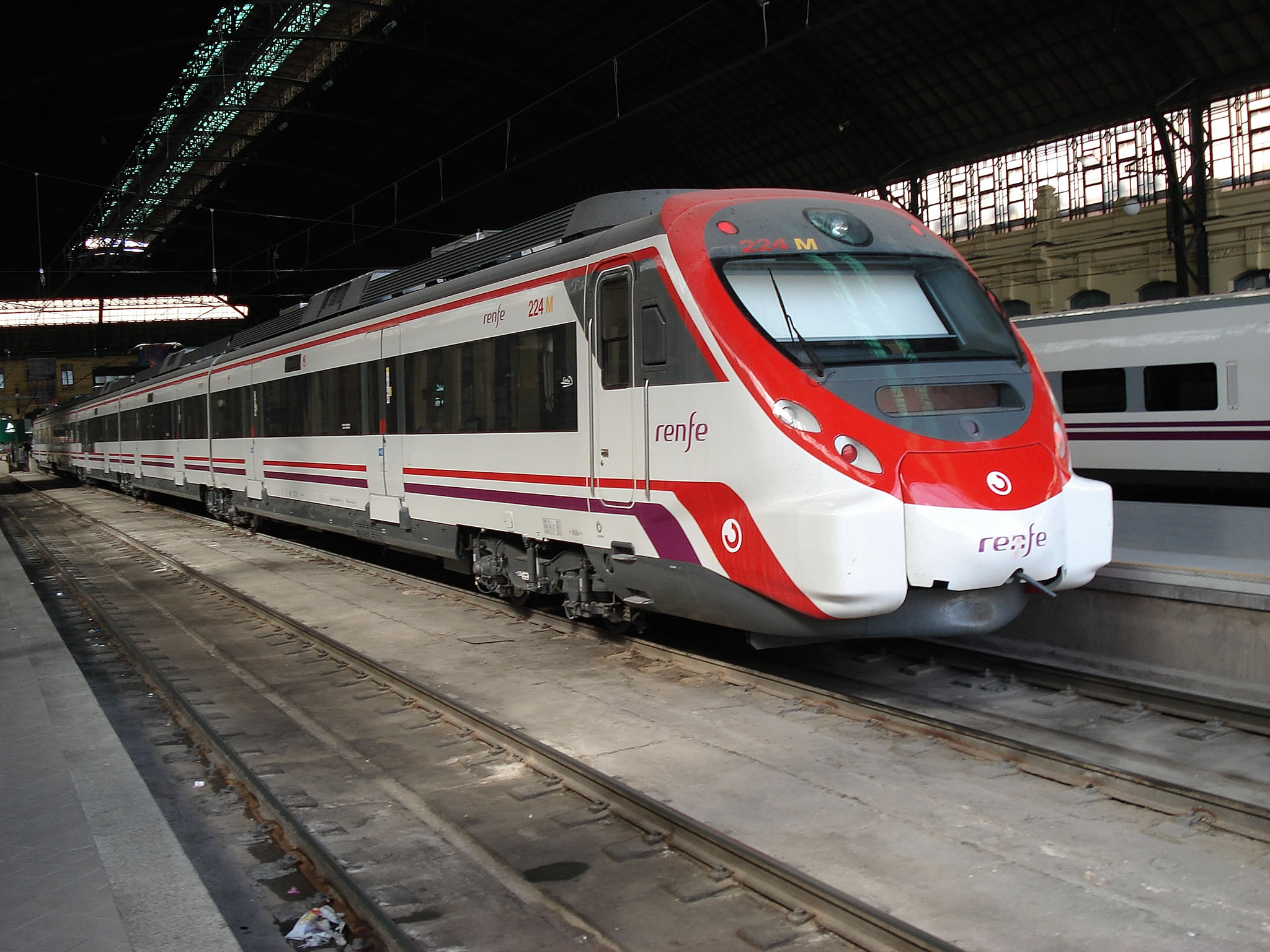
Tren de la serie 465 (Civia)

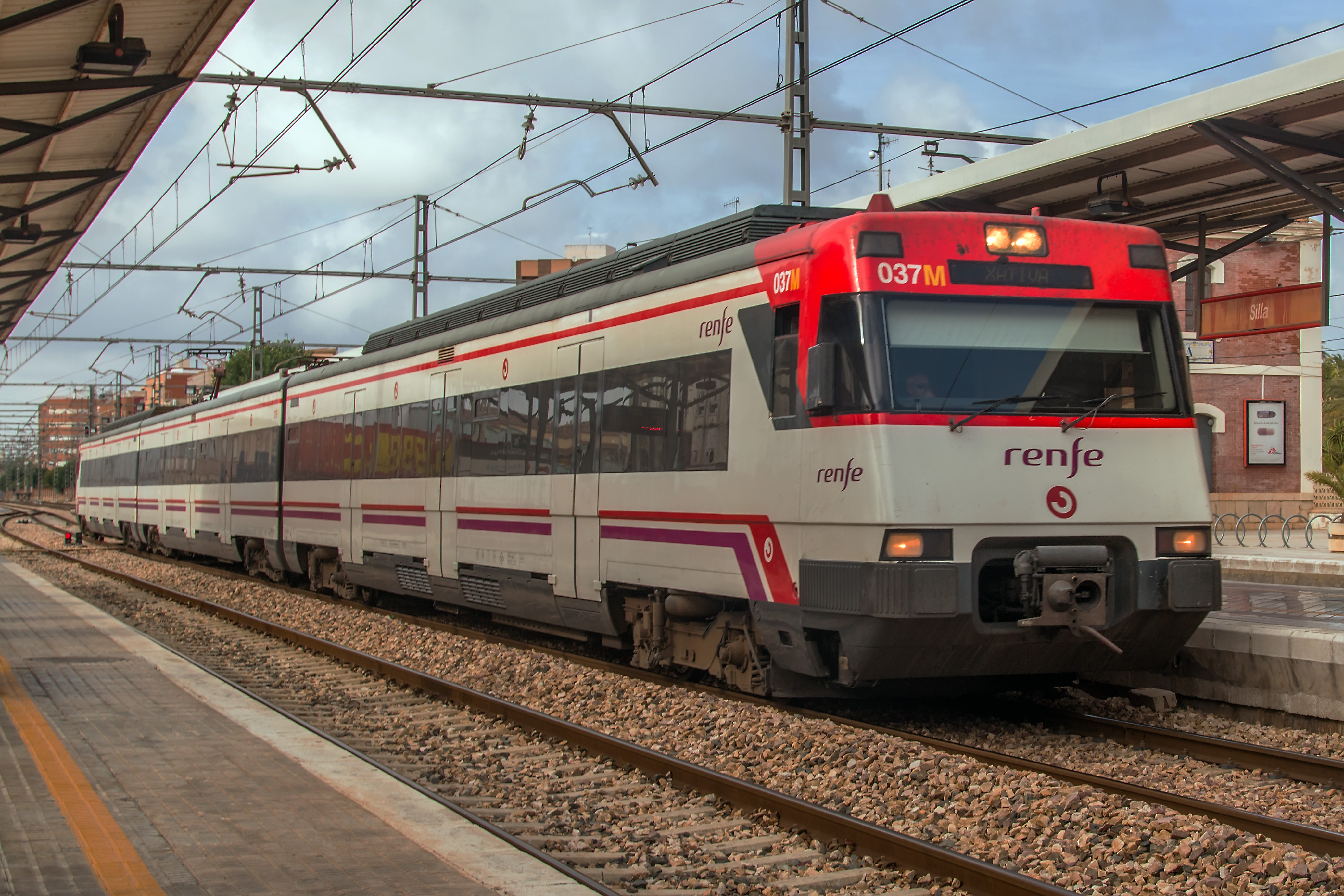
Tren de la serie 447 empleado en las líneas C-1, C-2 y C-6 de la red

El servicio de Renfe Cercanías de Valencia, también denominado Rodalia València en valenciano, está formado por cinco líneas, 323 km de vías férreas y 72 estaciones. Las cinco líneas tienen su origen en Valencia Norte.
Las líneas de esta red de cercanías, llegan a municipios más lejanos que no llegan las líneas de MetroValencia. Municipios como Gandía, Cullera, Játiva, Algemesí, Requena, Buñol, Sagunto, o la ciudad de Castellón de la Plana. Incluso la línea C-5 cruza por municipios de  la Sierra Calderona, como Gilet o Estivella.

## Historia
Desde 2008 hasta 2018, la línea C-2 perdió 6000 usuarios.
En 2010 se cerró el tramo entre Alcudia de Crespins y Mogente. El servicio de tren fue sustituido con autobuses.
En 2015 se eliminó el descuento del 20% por la compra del billete de ida y vuelta, de manera que cuesta el mismo que dos billetes sencillos.
Desde 2016, el gobierno valenciano ha propuesto que se transfieran las competencias de gestión. Así, el presidente Ximo Puig anunció en 2016 que pediría al Ministerio de Fomento el traspaso de competencias y en 2019 lo hizo Compromís. 
El 15 de febrero de 2015 se introduce una tarjeta chip llamada Renfe & Tú, sustituyendo a los soportes habituales de banda magnética. Su coste es de dos euros, son de duración ilimitada y pueden ser adquiridas en cualquiera de las estaciones. Este mismo día entra en marcha el Bonotren de diez viajes y se elimina el descuento del billete ida y vuelta, pasando a costar como dos billetes sencillos, y creando un gran enfado entre los usuarios.
El 3 de julio de 2016 los trenes de la línea C-3 vuelven a tener como cabecera la estación de Valencia-Norte pasando antes por Valencia Fuente de San Luis. Por lo tanto los billetes de Cercanías dejan de tener validez para viajar en Metrovalencia.
El 12 de noviembre de 2016 Renfe recupera el tráfico de la línea C-5 y C-6 al de antes de las obras por el Corredor Mediterráneo, con un total de 79 servicios entre las ciudades de Castellón y Valencia —durante las obras eran 45—. La frecuencia vuelve a ser de 30 minutos en hora valle y de 15 minutos en hora punta.
En mayo de 2018 la asociación Cocemfe CV denunció a Renfe por no prestar suficientes servicios al colectivo de discapacitados, consiguiendo que la Fiscalía Provincial de Valencia interpusiera dos demandas contra Renfe y días después un usuario discapacitado físicamente con silla de ruedas protestó porque esperaba horas por viajar de Valencia a Cullera en un tren adaptado a su situación física encadenándose. Esta propuesta se sitúa en el contexto que Renfe tiene un plan de accesibilidad y afirma que sus trenes tienen esta adaptación, pero el Levante-EMV publicó en 2017 que Renfe incumple su promesa, pues no hay ningún convoy de la línea C-3 adaptado y la estación de Buñol tampoco está adaptada. 
En noviembre de 2018 los usuarios de Cercanías entre Valencia y Castellón se quejaron en la Unión de Consumidores de Castellón por los retrasos y cancelaciones diarios además de un precio que no se corresponde a la calidad del servicio. Esta situación que no es puntual, no había cambiado el cambio de gobierno central (del presidente de gobierno Mariano Rajoy a Pedro Sánchez) ni de la Generalidad Valenciana (con la entrada al poder de Compromís y PSPV). 
En la misma fecha, se amplía la oferta de trenes entre Valencia y Vinaroz pasando de 6 frecuencias a 12 (77 semanales: 12 lun-vie; 8 sáb; 9 dom) 
En mayo de 2019, se reabre el tramo entre L'Alcúdia de Crespins y Moixent, volviendo la C-2 a tener como cabecera a Moixent. 
En 2020 cerró la línea C-4, entre Valencia Sant Isidre y Xirivella i l'Alter.   
Del 17 de febrero al 17 de noviembre de 2025, por obras de mejora en la línea convencional Zaragoza-Teruel-Sagunto, el servicio en el tramo Sagunto-Caudiel de la línea C-5 se encuentra suspendido. Se ha habilitado un plan alternativo de transportes en las estaciones afectadas.
El 11 de febrero de 2025, se inauguró la estación de Albal, perteneciente a las líneas C-1 y C-2.   
Desde el 7 de abril y hasta diciembre de 2025, por obras de mejora en la línea convencional Guadalajara-Zaragoza, el servicio en el tramo Alcudia de Crespins-Mogente de la línea C-2 se encuentra suspendido. Se ha habilitado un plan alternativo de transportes en las estaciones afectadas.
El 28 de abril del 2025, a las 12:33 se sufrió un apagón en la península ibérica que provocó la suspensión del servicio durante toda la jornada.
Desde el 12 de mayo de 2025, debido a las obras de ampliación de la estación de Valencia-Joaquín Sorolla en el marco de la construcción del canal de acceso ferroviario en Valencia, los trenes de la línea C-3 inician/finalizan su recorrido temporalmente en Valencia-Fuente de San Luis. Esto se debe principalmente al desvío de numerosos servicios de Larga Distancia de la estación de Joaquín Sorolla a la de Valencia Nord -la cual, se encuentra en obras de remodelación y sus andenes están siendo acortados-, lo cual dificulta la circulación y estacionamiento de la gran cantidad de trenes que finalizan su recorrido en esta estación.   

### Gota fría de 2024
El 29 de octubre de 2024, a consecuencia de las graves inundaciones acontecidas en la provincia de Valencia, se produjeron importantes daños en la infraestructura de Cercanías Valencia, provocando la suspensión total del servicio.   
Las líneas C-5 y C-6 volvieron a la normalidad el 2 de noviembre de 2024.   
El 13 de noviembre de 2024, las líneas C-1 y C-2 recuperaron su servicio en los tramos Silla-Gandía y Carcagente-Mogente, respectivamente. El 27 de noviembre de 2024, reabrió el tramo Alcira-Carcagente de la línea C-2.   
El 10 de diciembre de 2024, el tramo común de las líneas C-1 y C-2, entre las estaciones de Valencia-Norte y Catarroja, recuperó el servicio con horarios limitados. El 12 de diciembre de 2024, reabrió el tramo de la línea C-3 entre las estaciones de Valencia-Norte y Aldaya.
Finalmente, las líneas C-1 y C-2 de Cercanías fueron reabiertas en su totalidad el 16 de diciembre de 2024.
La línea C-3 de Cercanías, entre Aldaya y Utiel, continúa siendo reconstruida prácticamente desde cero. Reabrirá entre Aldaya y Buñol a finales del año 2025, mientras que la reapertura total hasta Utiel está planificada para finales de 2026.

## Líneas y estaciones
| Línea | Terminales                                              | Estaciones | Longitud | Vías | Electrificado                     | Red de Adif                                             |
| --- | ------------------------------------------------------- | ---------- | -------- | ---- | --------------------------------- | ------------------------------------------------------- |
| | Valencia Norte - Gandía/Playa y Grao de Gandía          | 13         | 62 km    | 1-2  | Sí                                | Líneas 300 y 344 V. Norte - Silla - Gandía              |
| | Valencia Norte - Játiva - Alcudia de Crespins - Mogente | 16         | 80 km    | 2    | Sí                                | Línea 300 V. Norte - Madrid Chamartín                   |
| | Valencia Norte - Buñol - Utiel                          | 17         | 84 km    | 1    | No                                | Línea 310 Aranjuez - Valencia-Norte                     |
| | Valencia Norte / Sagunto - Caudiel                      | 13         | 72 km    | 1-2  | Solo en el tramo Valencia-Sagunto | Líneas 600 y 610 V. Norte - Sagunto - Teruel - Zaragoza |
| | Valencia Norte - Castellón de la Plana                  | 24         | 77 km    | 2    | Sí                                | Línea 600 V. Norte - San Vicente Caldederos             |
| | Castellón de la Plana - Vinaroz                         | 7          | 80 km    | 2    | Sí                                | Línea 600 V. Norte - San Vicente Caldederos             |
| ** NOTA: La línea C-4 ha sido suprimida en el año 2022 y se ha planteado el desmantelamiento del ramal a la estación de Chirivella-El Alter. |                                                         |            |          |      |                                   |                                                         |

Las cinco líneas que confluyen en la estación del Norte salen de ella en dirección sur, y antes de salir de Valencia la línea C-3 se dirige hacia el oeste y las líneas C-5 y C-6 hacia el este mientras que la C-1 y C-2 continúan en dirección sur hasta llegar a la estación de Silla, donde se bifurcan, y siguen cada una su ruta. Las líneas C-5 y C-6 se separan en la estación de Sagunto, y comparten vías hasta ella aunque no realizan las mismas paradas.
Esta red usa las siguientes vías de la red de ADIF:
- Línea Valencia-Tarragona del Corredor Mediterráneo entre Valencia Norte y Vinaroz, de vía doble electrificada en el núcleo de cercanías.
- Línea La Encina-Valencia del Corredor Mediterráneo entre Valencia Note y Mogente, de vía única entre Vallada y Játiva (utiliza el trazado antiguo y no la variante de doble vía) y vía doble electrificada el resto del tramo dentro del núcleo.
- Línea Silla-Gandía, de vía doble electrificada hasta Cullera y vía única electrificada hasta Gandía.
  - Ramal Gandía-Grao, de vía única electrificada.
- Línea Valencia-Zaragoza entre Valencia Norte y Caudiel, vía doble electrificada hasta Sagunto y vía única sin electrificar en el resto del tramo que discurre por el núcleo de cercanías.

### Línea C-1 Valencia Norte - Gandía / Playa y Grao de Gandía
| Valencia-Norte - Gandía / Playa y Grao de Gandía |
| Valencia-Norte · Alfafar-Benetúser · Masanasa · Catarroja · Albal · Silla · El Romaní · Sollana · Sueca · Cullera · Tabernes de Valldigna · Jaraco · Gandía / Playa y Grao de Gandía |

### Línea C-2 Valencia Norte - Játiva - La Alcudia - Mogente
| Valencia-Norte - Játiva - La Alcudia - Mogente |
| Valencia-Norte · Alfafar-Benetúser · Masanasa · Catarroja · Albal · Silla · Benifayó-Almusafes · Algemesí · Alcira · Carcagente · Puebla Larga · Énova-Manuel · Játiva · Alcudia de Crespins · Montesa · Vallada · Mogente |

### Línea C-3 Valencia Norte - Buñol - Utiel
| Valencia-Norte - Buñol - Utiel |
| Valencia-Norte · Valencia-Fuente San Luis · Valencia-San Isidro · Chirivella-Alquerías · Aldaya · Loriguilla-Reva · Circuito Ricardo Tormo · Cheste · Chiva · Buñol · Venta Mina · Siete Aguas · El Rebollar · Requena · San Antonio de Requena · Utiel |

### Línea C-5 Valencia Norte - Sagunto - Caudiel
| Valencia-Norte - Sagunto - Caudiel |
| Valencia-Norte · Valencia-Fuente San Luis · Valencia-Cabañal · Puzol · Sagunto · Gilet · Estivella-Albalat de Taronchers · Algimia-Ciudad · Soneja · Segorbe-Ciudad · Segorbe-Arrabal · Navajas · Jérica-Viver · Caudiel |

### Línea C-6 Valencia Norte - Castellón de la Plana
| Valencia-Norte - Castellón de la Plana |
| Valencia-Norte · Valencia-Fuente San Luis · Valencia-Cabañal · Roca-Cúper · Albuixech · Masalfasar · El Puig · Puzol · Sagunto · Les Valls · Almenara · La Llosa · Chilches · Moncófar · Nules-Vilavieja · Burriana-Alquerías del Niño Perdido · Villarreal · Almazora · Castellón de la Plana · (Continúa como ) |

### Línea ER02 Castellón de la Plana - Vinaroz
| Castellón de la Plana - Vinaroz                                                                                                  |
| (Continúa como ) · Castellón de la Plana · Benicasim · Oropesa · Torreblanca · Alcalá de Chivert · Benicarló-Peñíscola · Vinaroz |

## Billetes

### Soportes

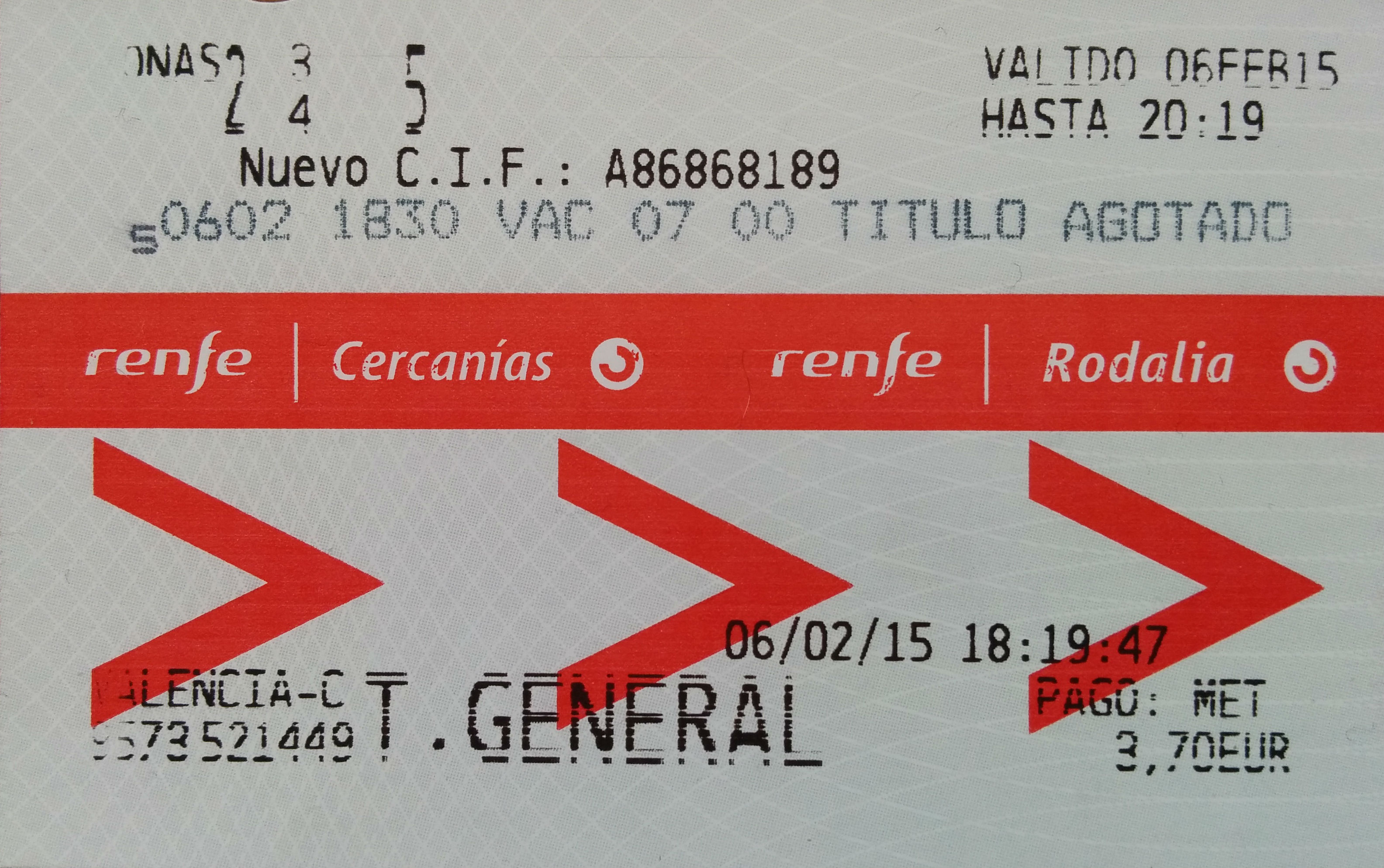
Billete sencillo de cartón. No se pueden adquirir desde febrero de 2019

- Renfe & Tú,[16] una tarjeta chip o tarjeta inteligente en su versión de tarjeta sin contacto (TSC), recomendado para viajeros frecuentes. Ofrece un acceso más rápido y ágil, al existir mayor velocidad de validación para entrar o salir del andén. Además, ofrece una mayor fiabilidad y comodidad para el viajero, al ser una tarjeta recargable y al facilitar su reposición ante la posible pérdida de la tarjeta. Existen dos tipos: personalizada, con los datos y foto del viajero (cuesta 2€), y sin personalizar (se adquiere por 50 céntimos).
- SUMA son los nuevos títulos de la Autoridad de Transporte Metropolitano de Valencia (ATMV) que permiten viajar con una misma tarjeta por el Área Metropolitana utilizando Metrovalencia, EMT, RENFE Cercanías y MetroBus, así como el transporte urbano de algunos municipios (Paterna y Sagunto).  Este nuevo título te permite, además, hacer un transbordo gratuito entre diferentes medios de transporte o entre dos líneas distintas de EMT o de MetroBus o el operador urbano Paterna o Sagunto. (cuesta 2€)

### Tarifas
- Sencillo. Válido para un viaje durante las dos horas siguientes a su expedición.
- Ida y vuelta. Un viaje de ida y otro de vuelta. Su precio es equivalente a dos sencillos. Hasta el 15 de febrero de 2015 había un 20% de descuento de lunes a viernes.
- Abono recurrente. Título personal. Válido durante un trimestre (enero-abril) y gratuito (desde el 23/1/2025 ya no se emiten más abonos) 22
  - Bonotrén de diez viajes, válido durante un mes. Puede ser utilizado por más de un viajero, de forma simultánea, siempre que todos tengan el mismo origen-destino.
  - Abono mensual. Título personal. Válido para dos viajes diarios (uno de ida y otro de vuelta) durante un mes,
  - Abono mensual ilimitado. Título personal. Viajes ilimitados durante un mes.
  - Abono estudio. Válido todos los días durante un trimestre natural en periodo lectivo.

### Precios (Renfe Rodalia)
| Zonas atravesadas | Billete sencillo (€) | Ida y vuelta (€) | Abono recurrente (€) |
| ----------------- | -------------------- | ---------------- | -------------------- |
| 1                 | 1,80                 | 3,60             | 10,00                |
| 2                 | 2,05                 | 4,10             | 10,00                |
| 3                 | 2,65                 | 5,30             | 10,00                |
| 4                 | 3,70                 | 7,40             | 10,00                |
| 5                 | 4,35                 | 8,70             | 10,00                |
| 6                 | 5,80                 | 11,60            | 10,00                |

### Descuentos[19]
- Niños. Menores de seis años podrán viajar gratuitamente, siempre que no ocupen plaza, hasta un máximo de 2 menores por adulto.
- Grupos. Deben viajar más de 10 personas el mismo tren con el mismo origen y destino.
  - Hasta 11 años cumplidos: 50 % descuento.
  - Mayores de 12 años: 30 % de descuento, 40 % en viajes de ida y vuelta.
- Tarjeta dorada. Reducción del 40% en el precio del viaje sencillo o de ida y vuelta. Las personas con minusvalías del 65 por ciento o más, pueden ir con un acompañante que viajará con el mismo descuento.
- Familia numerosa. Descuento sobre el precio del billete sencillo del 20% para la categoría general y del 50% para la categoría especial.

### Integración tarifaria
La ATMV ha sacado la tarjeta SUMA, donde se integran las tarifas y soportes de todos los servicios de transporte de Valencia y Castellón (Metrovalencia, EMT, Metrobús y Cercanías). Con esto se pretende una mayor intermodalidad entre distintos medios de transportes, además de hacer más barato y sencillo el uso del transporte público.

## Trenes

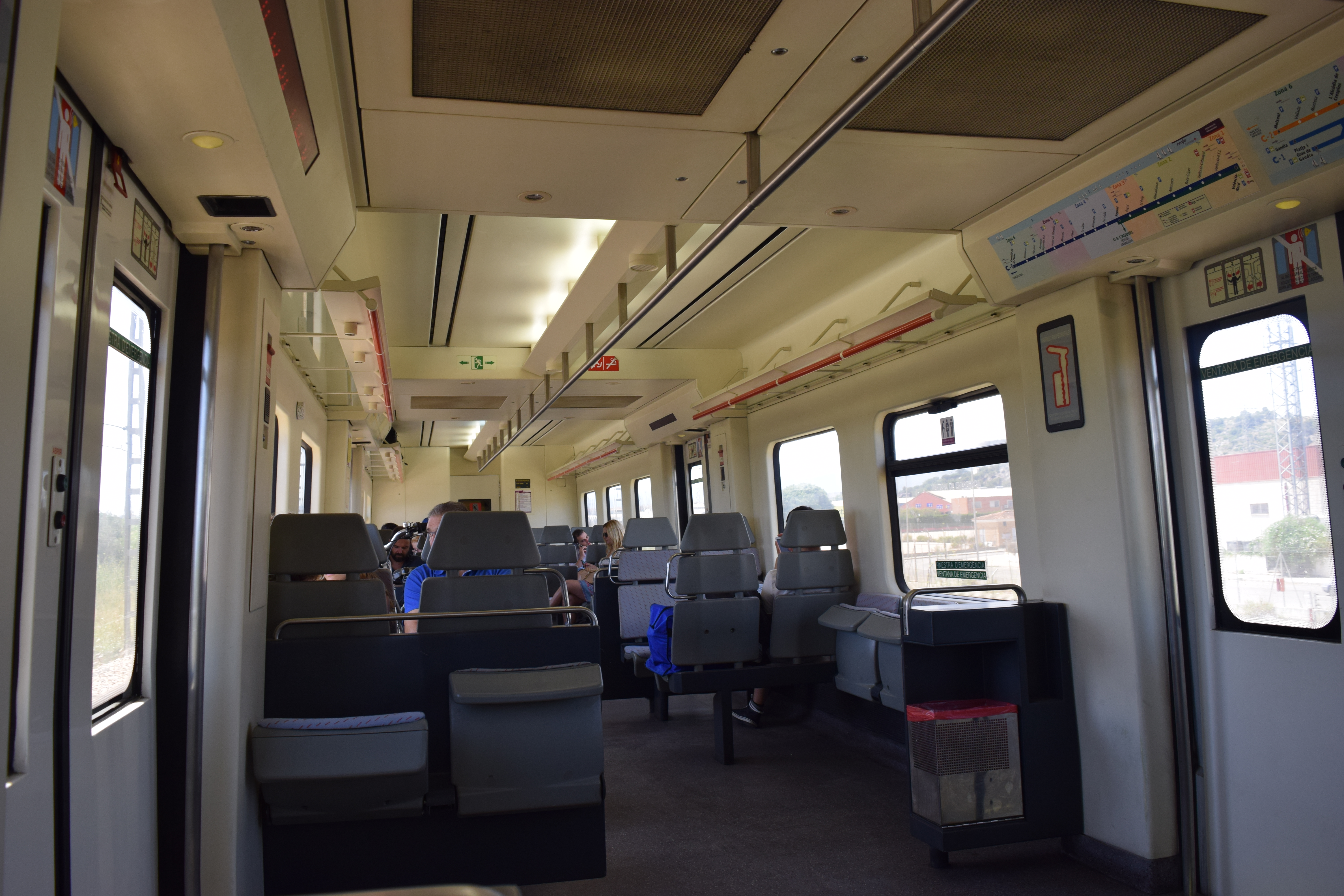
Interior de un tren de la serie 447

### Flota
Actualmente los trenes que componen el parque móvil de las cercanías de Valencia son de las series 447 y 464 para las líneas electrificadas, y 592 para las líneas sin electrificar. Aunque a principios de la década de los 90 se llegaron a usar unidades de la serie 446, al igual que recientemente se llegaron a usar 463 y 465.  
En Fallas se pueden ver unidades que prestan servicio en otros núcleos de cercanías reforzando el servicio. Se suelen traer unidades de la series 447, 592 y Civias en sus versiones de 3, 4 y 5 coches (series 463, 464 y 465 respectivamente)  
| Material                  | Líneas         | Constructora           |
| ------------------------- | -------------- | ---------------------- |
| S/592 (Diésel)            | C-3 y C-5      | Macosa-MTM             |
| S/447 (Eléctrico)         | C-1, C-2 y C-6 | CAF-Siemens            |
| S/464 (Civia) (Eléctrico) | C-1, C-2, C-6  | Alstom                 |
| S/599 (Diésel)            | C-3            | CAF-Siemens            |
| S/470 (Eléctrico)         | C-6            | CAF-Siemens Macosa-MTM |

### Servicios
Además de los trenes fijos, que circulan de lunes a domingo con una frecuencia aproximada de una hora, y que paran en todas las paradas, existen otros servicios.

#### Trenes rápidos
La mayoría circulan de lunes a viernes y se saltan las paradas con menos viajeros.

#### Civis
Los trenes Civis son trenes de cercanías semidirectos que operaban en la línea C-6
En la línea C-6 realizan paradas en las estaciones de Valencia-Cabañal, Puzol, Sagunto, Nules-Villavieja y Villarreal en ambos sentidos.

## Estadísticas
Pese a que año tras año el número de viajeros no deja de caer, los ingresos de Renfe suben debido a que el precio del billete sube constantemente. Las subidas suelen ser superiores a la inflación, hasta el punto que muchas veces resulta más barato viajar con coche o autobús que con tren y cada vez son más las quejas de los ciudadanos.
| Año  | Billete sencillo (€) | Ingresos de títulos (millones de €) | Viajeros (millones) |
| ---- | -------------------- | ----------------------------------- | ------------------- |
| 2018 | 1,80                 | -                                   | -                   |
| 2017 | 1,80                 | 30,70                               | 15,166              |
| 2016 | 1,80                 | 29,57                               | 14,707              |
| 2015 | 1,80                 | 30,84                               | 15,860              |
| 2014 | 1,75                 | 31,524                              | 17,083              |
| 2013 | 1,70                 | 31,514                              | 18,161              |
| 2012 | 1,65                 | 31,269                              | 19,226              |
| 2011 | 1,45                 | 29,834                              | 19,521              |
| 2010 | 1,40                 | 29,320                              | 19,291              |
| 2009 | 1,30                 | 28,930                              | 20,830              |
| 2008 | 1,20                 | 30,455                              | 23,856              |

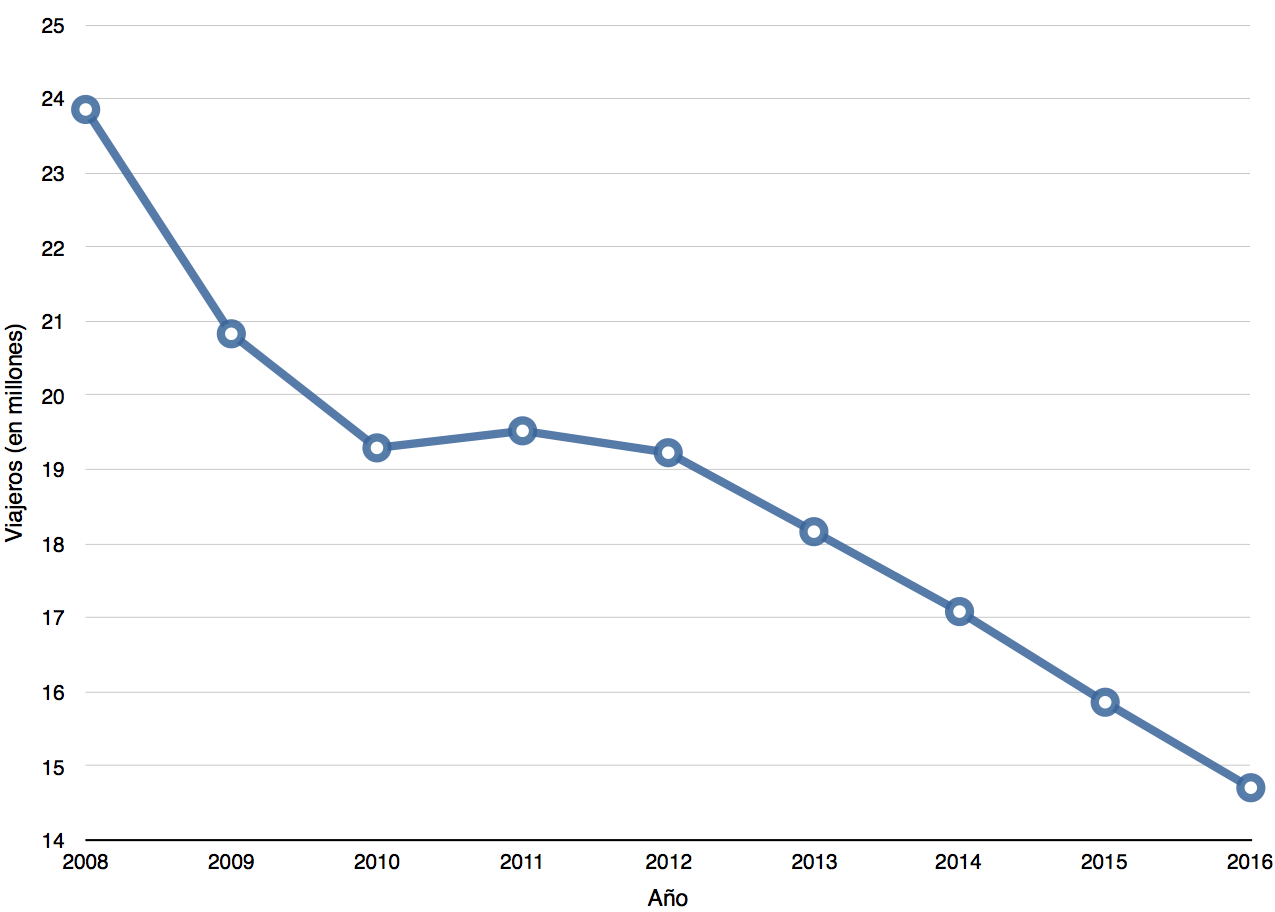
Gráfica de viajeros por año (2008-2016)

Fuente: Informes anuales de actividad de Renfe.

## Proyectos

### Actuación Valencia Parque Central
La Actuación Valencia Parque Central contempla la construcción de la Estación Central, de carácter intermodal, que permitirá todas las conexiones ferroviarias con el metro y el tranvía, además de otras obras ferroviarias como las que ya han permitido la incorporación de la línea de alta velocidad Madrid-Valencia. Gracias al soterramiento del ferrocarril, se recuperará una parte del centro de la ciudad con un nuevo parque de 244.000 m² y nuevos equipamientos públicos facilitando, además, la integración de barrios ahora divididos por el ferrocarril. La Actuación permitirá además la reordenación de la red viaria, que contempla la ejecución del Bulevar García Lorca y la supresión del viaducto de la Avenida de Giorgeta y del túnel de las Grandes Vías.

#### La Estación Central
Será un complejo compuesto por un nuevo vestíbulo en superficie que integrará la actual Estación del Norte (declarada Bien de Interés Cultural en 1993); un recinto ferroviario subterráneo constituido por 12 vías y andenes distribuidos en dos niveles de 6 vías cada uno; un gran aparcamiento subterráneo y un edificio de usos terciarios de unos 45.000 m² construidos. La nueva estación tendrá carácter intermodal y pasante en lugar de la disposición actual en fondo de saco. Estará ubicada muy próxima a las estaciones de metro de Xàtiva, Jesús y Plaza de España y quedará directamente conectada con las estaciones de metro y tranvía de Bailén y Alicante.

#### Las estaciones de Aragón y Universidad
Las nuevas estaciones de Aragón y Universidad mejorarán sustancialmente los servicios de cercanías de Valencia de las líneas C-5 y C-6. La estación de Universidad estará ubicada en la Avenida Tarongers y tendrá correspondencia con las líneas de tranvía L4 y L6; mientras que la de Aragón estará situada en la Avenida Aragón, un nivel por debajo de la estación actual de Metrovalencia, y tendrá correspondencia con las líneas L5 y L7.

### Otras prolongaciones demandadas
- Ampliación de la C-1 hasta Oliva, Ondara y Denia.[26] La antigua línea fue desmantelada en 1974 y desde entonces se han hecho muchas promesas políticas de volver a conectar las dos provincias. La conexión de Gandía a Dènia se haría en un poco más de 20 minutos, tendría 32 km y nuevas estaciones de Cercanías y cubriría una población de más de 360.000 habitantes.[27] Esta línea tendría correspondencia con la línea 9 del TRAM de Alicante en Denia.
- Duplicación y electrificación de la línea C-3. Está previsto duplicar en una primera fase la vía única entre Valencia-San Isidro y Buñol para poder ampliar las frecuencias. Posteriormente, se prevé la electrificación de la línea hasta Utiel. También están previstas otras actuaciones en la línea como la creación de nuevas estaciones en municipios como Chirivella o Alacuás y la prolongación de los servicios de cercanías hasta Camporrobles.
- Adecuación del Ramal del Puerto de Sagunto para uso de cercanías. Se trataría de aprovechar la infraestructura ya existente para mercancías para el uso de trenes de cercanías, consistiría en la construcción de una estación con andenes adaptados en Puerto de Sagunto.

Desde el 12 de noviembre de 2018, un total de 9 trenes de la línea C-6 de cercanías continúan recorrido hasta la estación de Vinaroz, pasando de haber 3 trenes diarios Valencia-Vinaroz y viceversa a un total de 12,
La línea C4 fue clausurada en abril de 2020, por lo que está prevista la construcción de una nueva estación en la línea C3 cercana a la ya cerrada estación de Chirivella-El Alter.